# الودي (الدوادمي)
الودي، هي قرية من فئة (ب) تقع في محافظة الدوادمي، والتابعة لمنطقة الرياض في السعودية. وتبعد الودي عن محافظة الدوادمي بمسافة تقارب (60) كم.